# Naturismo no Brasil

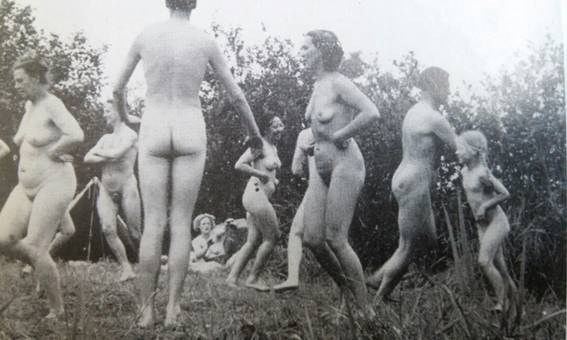
Foto publicada pela revista Saúde e Nudismo (1953). Nela, as mulheres eram retratadas com homens e crianças em atividades cotidianas para afastar a ideia de pornografia.

O naturismo no Brasil surgiu nos anos 30, com um boom editorial nos anos 50. Ele misturava ideias tanto conservadoras quando progressistas que envolviam feminismo, educação sobre a sexualidade infantil, práticas de saúde e higiene e nacionalismo. O movimento foi perseguido durante seu surgimento, com muitos dos escritores da época sendo processados judicialmente.

## Crenças

### Nudismo

#### Nudez feminina
O movimento naturista foi uma série de discursos progressistas e moralistas que visavam aumentar a inserção da mulher dentro da cultura da época. Muitos buscavam o fim da submissão feminina, mas não havia o interesse de mudar os papéis de gênero. O nudismo buscava combater a vaidade, já que as mulheres esconderiam os corpos e dariam a ênfase ao rosto. Esta tentativa de esconder o próprio corpo acabaria levando a decepção masculina, por uma questão de expectativa exacerbada. Ainda, o nudismo também revelaria qualidades morais e religiosas da mulher, onde o pudor e ostentação ao vestir-se eram vistos como um erro. A beleza feminina também era descrita de maneira diferente nas revistas naturista da época, com o uso de adjetivos como "bronzeado", "flexível", "vivido", "harmonioso" e "sadio".
As mulheres eram vistas como mais próximas da natureza devido a seus atributos biológicos, e davam-se explicações para a baixa adesão feminina no movimento como a proibição por parte dos seus maridos. De acordo com a revista Naturismo, o homem “não suporta a ideia de que sua esposa venha a ser exposta aos olhos de outros, atinando nisso ofensa aos seus direitos”.

#### Nudez infantil
A prática do nudismo também era incentivado às crianças. Houve uma mudança global do entendimento da sexualidade infantil causada por, entre outras pessoas, Sigmund Freud, que considerava a criança "naturalmente sexual". As ideias de Havelock Ellis foram muito importantes na mentalidade brasileira sob a nudez infantil, que tentava a analisar sob a ótica da razão.
No Brasil, a discussão sobre a sexualidade infantil ocorria desde os anos 1920 para a "melhoria da raça", onde alguns viam o ensino sexual para as crianças como uma maneira de evitar problemas de ordem higiênica, cultural, social política e econômica, além da possibilidade de haver o monitoramento da atividade sexual infantil. A nudez também era considerada uma característica intrínsceca da infância, sendo vista como natural pelos setores mais laicos da sociedade. Os que iam contra muitas vezes eram religiosos e afirmavam que a prática corromperia as mentes infantis.

### Educação
Também buscava-se lutar contra as influências da modernidade, como a indústria, lazer e entretenimento (cinema, moda, etc.), que muitas vezes eram ligadas a uma sexualidade extrema. Países da Europa e os Estados Unidos eram divulgados como lugares onde já havia ocorrido um grande "avanço civilizatório". Com isso, o naturismo também tinha uma faceta nacionalista, onde ele estaria ligado a uma educação que levaria a um grande Brasil. Também, por vezes eram pregadas noções conservadoras, incluindo cristãs, pelas publicações naturistas, incluindo a defesa da família e de uma pureza espiritual.
O nudismo infantil também estava ligado com a educação, pois passava a ideia de paz em meio a natureza, contrapondo-se ao ambiente urbano. Em outras palavras, tratava-se de uma psicologia experimental cujo objetivo era retornar ao estado infantil, antes da mente ser corrompida pela sociedade. Um grande argumento do movimento naturista era o estudo da anatomia.

### Higiene e saúde
Outro ponto importante foi o contraponto as ideias pregadas pelos médicos e eugenistas. O Brasil era um país assolado por problemas de saneamento básico, e a nudez era sinônimo de deformidades e doenças. Por isso, a exibição do corpo, ou até mesmo o nudismo, era uma demonstração de formas de ser que envolviam noções básicas de saúde. Entre as práticas de higiene e saúde defendidas no país, estavam o vegetarianismo, ginástica, banho de mar, heliopatia e prevenção de doenças venéreas.

## História

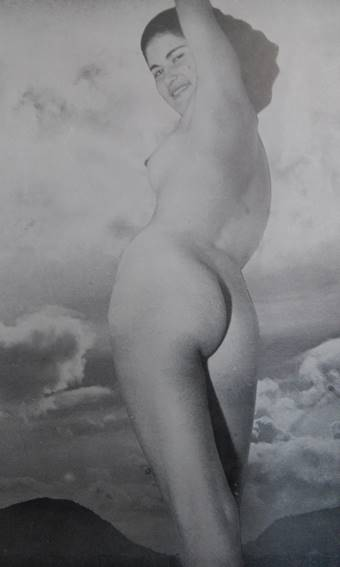
Foto publicada pela revista Saúde e Nudismo (1952). Algumas das imagens da revista eram consideradas pornográficas.

### Anos 1930 a 1950
O naturismo no Brasil surgiu em meados 1930, onde algumas das ideias circulavam na imprensa carioca. Porém, houve um boom editorial em 1950. O nudismo era apoiado por parte da intelectualidade brasileira, como médicos, jornalistas e generais. Entre as principais autores da época estava Dora Vivacqua, dançarina conhecida como Luz del Fuego, que escreveu o livro A Verdade Nua (1948), que defendia a prática do nudismo. Em 1949, ela também criou o Partido Naturalista Brasileiro (PNB), que defendia a criação de campos de nudismo, o que ela realizou em 1952, na ilha do Sol. Entre os que frequentavam o local, estava o general Osmar Paranhos. Outro autor importante foi Fernando de Azevedo, que em 1920 escreveu um manifesto defendendo a educação física para mulheres, para que elas pudessem ter força para gerar filhos. José de Albuquerque e Arthur Ramos foram dois pensadores importantes na época que tentavam repensar o ensino da sexualidade para a criança, indo diretamente contra o que era pregrado pelos religiosos. O primeiro via a sexualidade de maneira mais funcional, e tentava cunhar uma nova moralidade sexual saindo do pressuposto de que esta servia para a reprodução da espécie. O segundo lutava contra uma "cultura do silêncio", apesar de ver a educação sexual como problema. Apesar da defesa ao menos parcial das ideias por intelectuais e militantes, a prática era feito às escondidas.
Entre os críticos ao naturalismo estava Tristão de Ataíde, que em 1950 escreveu para a Folha de S.Paulo matéria chamando o movimento, juntamente com o ateísmo, de uma ameaça a civilização cristã. Álvaro Negromonte pregava contra a nudez e a educação sexual infantil.
Além disso, circularam ao menos dez revistas que escreviam artigos e publicavam fotos de mulheres e crianças nuas. Entre elas, estão Naturalismo (1951), Naturalismo (1952), Saúde e Nudismo, Revista Venus, Nudismo e Beleza, Saúde, Sol e Alegria, Nu e Beleza, Nu Artístico e Álbum Livre-Culturista. Não raramente, os escritores eram médicos liberais que assinavam com pseudônimos e faziam parte da Associação Livre-Culturista. As revistas eram vendidas para maiores de 21 anos e custavam até três vezes mais do que revistas como O Cruzeiro. As revistas afirmavam que seu conteúdo não era pornográfico, e tinham como objetivo de regulamentar a nudez coletiva, trazendo uma estética em tese dessexualizada que retratava indivíduos ou famílias em atividades cotidianas. Algumas das revistas admitiam publicar nus artísticos sob o pretexto de servir de propaganda e atrair pessoas ao naturismo. Elas foram uma das primeiras publicações que traziam já na capa imagens de mulheres completamente nuas e tornaram-se um sucesso editorial. Além disso, os pelos pubianos não eram censurados. A pornografia era de difícil acesso e a masturbação era considerada pecado gravíssimo pela igreja e como um vício da imaginação por psiquiatras. O pouco material resumia-se a musas do cinema, propagandas de roupa íntima de marcas como Valisère e Vivian e revistas femininas como A Cigarra, Jornal das Moças e o Anuário das Senhoras. O debate da época sobre as revistas girou principalmente sobre as imagens, e não sobre o texto. Os jornais mudaram bruscamente a maneira como tratavam o nudismo e exigiam explicações das publicações editoriais. Mesmo que muitas das revistas pregassem a prevenção de doenças venéreas, elas eram consideradas como uma desculpa para espalhar obscenidades e até mesmo promover orgias.
Estas revistas sofreram grande perseguição e censura no Brasil, especialmente no Rio de Janeiro, São Paulo e Belo Horizonte. Houve protagonismo da Delegacia de Costumes, que apreendeu muitas das edições, pois elas se enquadravam nos artigos 233 e 234 do Código Penal de 1940. Os infratores por publicarem material obseno poderiam ser presos por seis meses a dois anos ou pagarem dois mil a cinco mil cruzeiros. Os editores foram processados judicialmente, porém as decisões foram criticadas pelas revistas usando por base casos que haviam ocorrido nos Estados Unidos, e parte dos editores passaram a apoiar a criação de comissões de especialistas para determinar se uma publicação era pornográfica ou não. Algumas das decisões judiciais foram revertidas, e as publicações passaram a ser vendidas dentro de envelopes. As revistas tiveram vida curta, mas seu impacto foi grande na sociedade brasileira.

### Anos 1960 a 1980
O movimento entrou em uma segunda fase após a chegada da Ditadura Militar, em 1964. Paulo Pereira escreveu um perfil da Luz del Fuego para a revista alemã Freies Leden, escreveu dois livros sobre nudismo, Corpos nus e Naturalmente, e fundou a Associação Naturista Brasileira juntamente com Daniel de Brito Filho e Tácito Antonio Heit. 

### 1990 a atualidade
Com o fim da Ditadura, houve um aumento na atividade naturista no país, principalmente com a abertura de praias de nudismo, como a praia do Pinho e a praia do Abricó. As ideias naturistas também foram espalhadas por novas revistas, como a Brasil Naturalista e Olho Nu, além da internet. Em 2009, havia cerca de 250 mil adeptos ao nudismo no Brasil. Porém, ainda há resistência. Em 2009, a praia do Abricó estava com ação no STJ que arriscava fechar o local.

## Praias de nudismo
A Federação Brasileira de Naturismo reconhece oito praias de nudismo como naturistas:
- Praia do Pinho (Balneário Camboriú)
- Praia de Pedras Altas (Palhoça)
- Praia da Galheta (Florianópolis)
- Praia de Barra Seca (Linhares)
- Praia Olho de Boi (Armação dos Búzios)
- Praia do Abricó (Rio de Janeiro)
- Praia de Tambaba (Conde)
- Praia de Massarandupió (Entre Rios)